# جریان‌سازی جنسیتی
جریان‌سازی جنسیتی (انگلیسی: Gender mainstreaming) سیاست‌گذاری عمومی و ارزیابی پیامدهای یک اقدام سیاستی برنامه‌ریزی‌شده (مانند قانون‌گذاری و مدیریت برنامه) برای افراد با جنسیت‌های مختلف است. جریان‌سازی جنسیتی یک رویکرد کثرت‌گرایانه ارائه می‌دهد که تنوع را در میان افراد با جنسیت‌های مختلف افزایش می‌دهد.
مفهوم جریان‌سازی جنسیتی برای اولین بار در سومین کنفرانس جهانی زنان در سال ۱۹۸۵ مطرح شد و متعاقباً در مجمع توسعه سازمان ملل متحد مطرح شد. این ایده به‌طور رسمی در سال ۱۹۹۵ در چهارمین کنفرانس جهانی زنان مطرح شد و در سند حاصل از کنفرانس، پلتفرم اقدام پکن، ذکر شد.

## تعریف
تعاریف جریان‌سازی جنسیتی با مفهوم رسمی تعریف‌شده شورای اقتصادی و اجتماعی سازمان ملل متحد مطابقت دارد:
جریان‌سازی جنسیتی، فرایند ارزیابی پیامدهای هر اقدام برنامه‌ریزی شده، از جمله قوانین، سیاست‌ها یا برنامه‌ها، در همه زمینه‌ها و در همه سطوح برای زنان و مردان است. راهبردی است برای تبدیل دغدغه‌ها و تجربیات زنان و مردان به بعد جدایی‌ناپذیر از طراحی، اجرا، نظارت و ارزیابی سیاست‌ها و برنامه‌ها در تمامی حوزه‌های سیاسی، اقتصادی و اجتماعی به‌گونه‌ای که زنان و مردان به‌طور مساوی از منفعت برخوردار شوند و نابرابری تداوم نیابد. هدف نهایی دستیابی به برابری جنسیتی است.
رویکردهای متفاوتی در جریان‌سازی جنسیتی وجود دارد:
دیدگاه نهادی: روش‌هایی که سازمان‌های خاص سیاست‌های جریان‌سازی را اتخاذ و اجرا می‌کنند. اغلب شامل تجزیه و تحلیل چگونگی تلاقی سیاست ملی با هنجارها و شیوه‌های بین‌المللی است.

دیدگاه گفتمانی: راه‌هایی را که در آن جریان‌سازی روابط قدرت را از طریق زبان و چارچوب‌بندی موضوع بازتولید و جستجو می‌کند. این رویکرد شامل بررسی اسناد، قطعنامه‌ها و موافقت‌نامه‌های صلح است تا ببینیم چگونه روایت‌های جنسیتی را در یک زمینه سیاسی بازتولید می‌کنند.
این رویکردها لزوماً رقیب نیستند و می‌توانند مکمل هم دیده شوند.

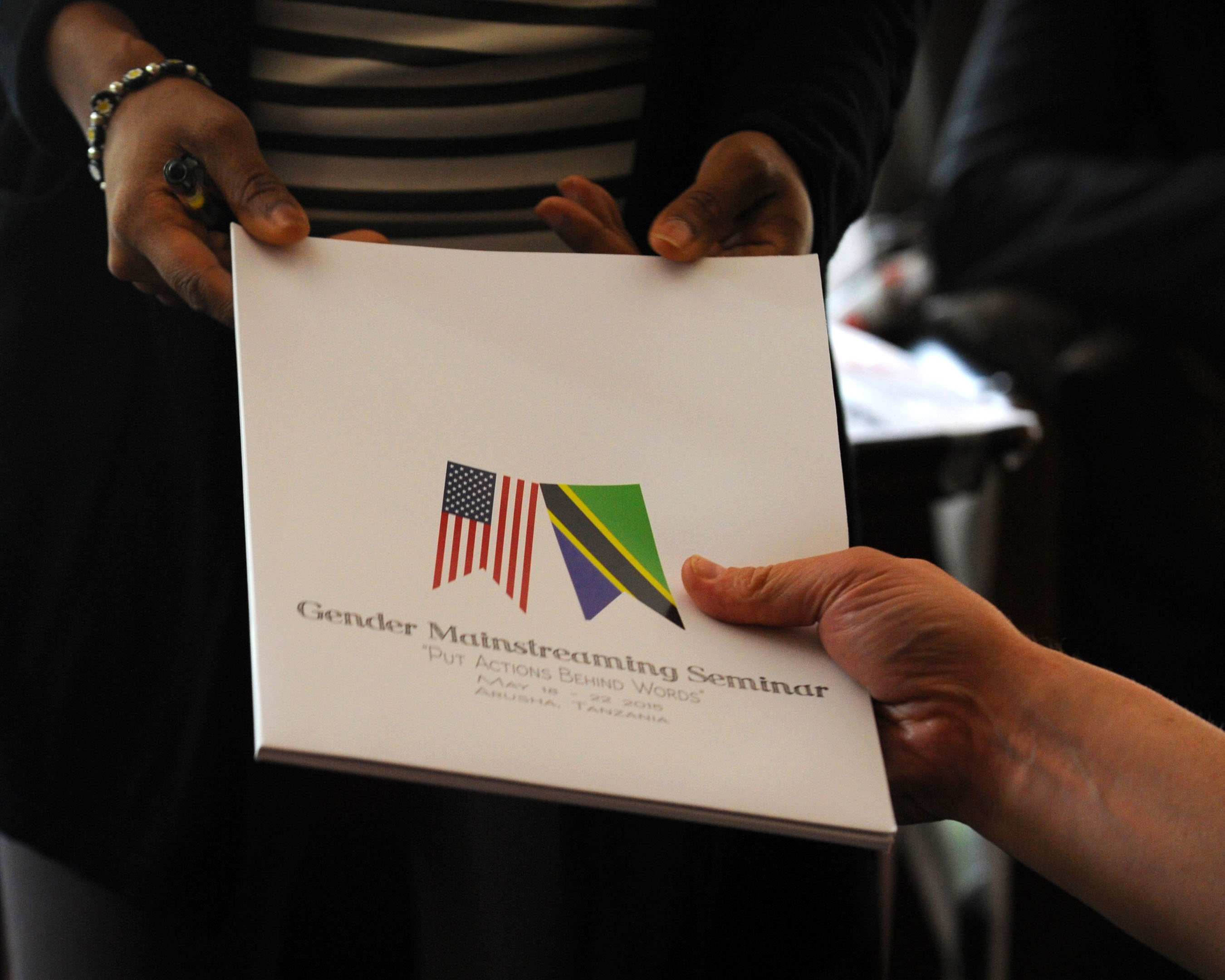
سمینار جریان‌سازی جنسیتی ۲۰۱۵

روش‌هایی که در رویکردها استفاده می‌شود، می‌تواند نظریه‌های متفاوت فمینیستی را نیز منعکس کند. برای مثال، فمینیسم لیبرال به‌شدت با جریان اصلی از طریق رویکرد دوتایی جنسیت در ارتباط دقیق با حوزه عمومی سیاست‌گذاری مورد استناد قرار می‌گیرد. فمینیسم پساساختارگرا را می‌توان در جریان‌سازی تفکر مشاهده کرد که به‌دنبال جا انداختن تفاوت‌های جنسیتی به‌عنوان تنها محور تفاوت و برجسته کردن تنوع سیاست‌ها و پیامدهای آن است.

## اصول

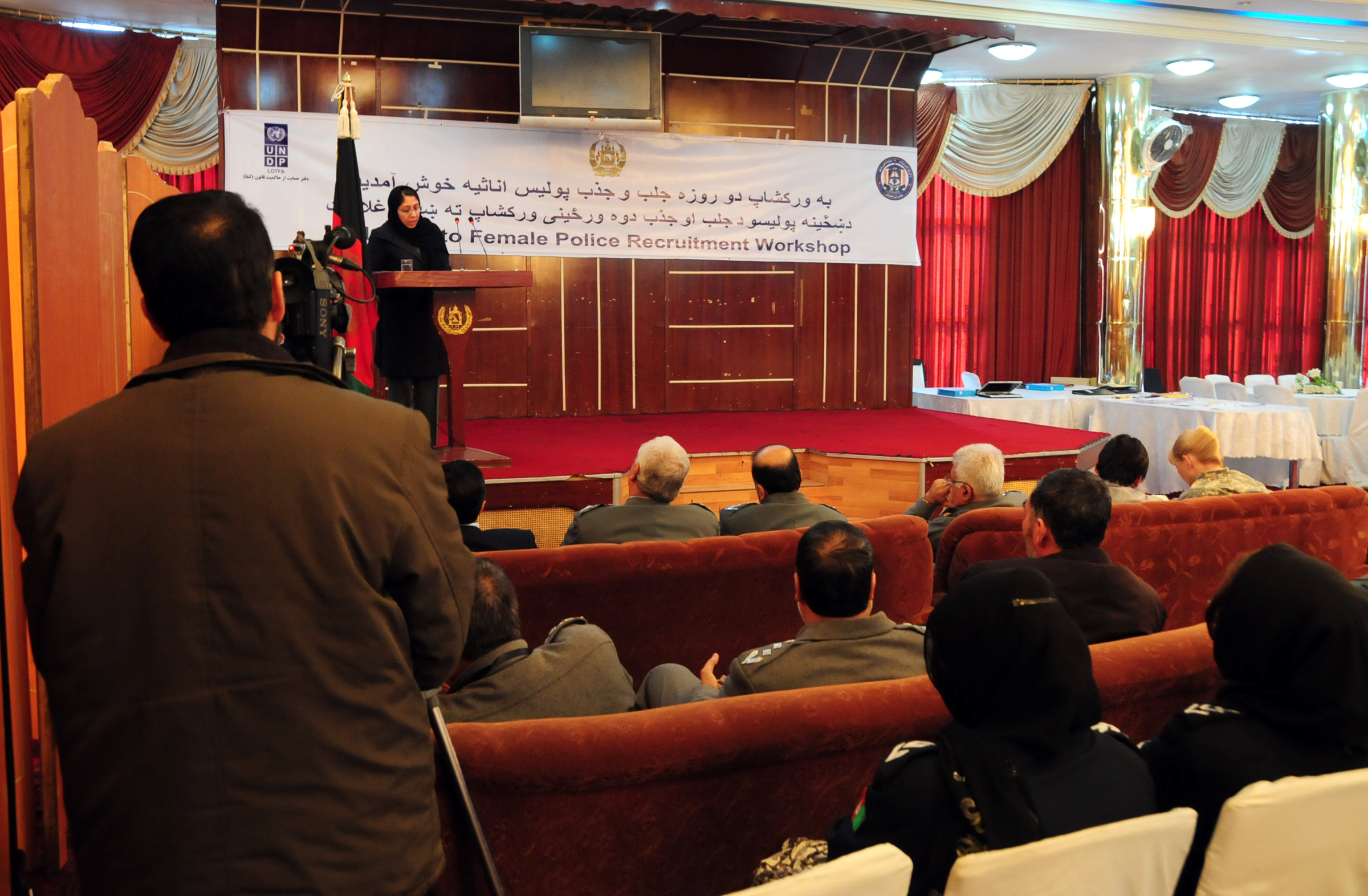
سرهنگ شفیقه قریشی، مدیر واحد جریان‌سازی جنسیتی پلیس ملی افغانستان، در یک کنفرانس استخدامی زنان صحبت می‌کند؛ که به چگونگی استخدام و آموزش ۵۰۰۰ زن اضافی که حامد کرزی رئیس‌جمهور افغانستان دستور داده است تا سال ۲۰۱۴ به نیروی پلیس اضافه شوند، صحبت می‌کند.

### اولویت دادن به برابری جنسیتی
جریان‌سازی جنسیتی تلاش می‌کند تا چشم‌انداز برابری جنسیتی را در همه حوزه‌های سیاست مشخص کند. به گفته ژاکی ترو، استاد سیاست و روابط بین‌الملل، «هر سیاست یا قانون باید از این منظر ارزیابی شود که آیا نابرابری‌های جنسیتی را کاهش می‌دهد یا افزایش، یا هیچ تأثیری ندارد». این مفهوم از برابری جنسیتی به برابری رسمی محدود نمی‌شود، بلکه شامل برابری عملی نیز می‌شود، که رویکردی جامع‌تر به سیاست‌های جنسیتی به‌منظور مقابله با علل به‌هم‌پیوسته‌ای است که باعث ایجاد رابطه نابرابر بین جنسیت‌ها در همه زمینه‌های زندگی می‌شود (کار، سیاست، تمایلات جنسی، فرهنگ و خشونت).
لومباردو خاطرنشان می‌کند که «باید شواهدی وجود داشته باشد که نشان دهد هدف برابری جنسیتی و سیاست‌های مورد توجه برای زنان (برای مثال، سیاست اجتماعی) در سازمان، و در میان اهداف رقابتی اولویت‌بندی شده است (از نظر منابع مالی و انسانی، نوع اقدامات تصویب‌شده، سیستم‌های رأی‌گیری استفاده‌شده و غیره).

### گنجاندن جنسیت در سیاست و تصمیم‌گیری
پوچگاربل رویکردی گفتمانی دارد تا استدلال کند که برای تثبیت موفق دیدگاه جنسیتی در سیاست، زبان باید مورد ارزیابی مجدد قرار گیرد و برای تغییر پارامترهای چگونگی درک زنان مورد استفاده قرار گیرد.
از لحاظ تاریخی، اسناد مربوط به توافق‌های بین‌المللی، ترتیبات حفظ صلح و قطعنامه‌های حقوقی، کلیشه‌هایی را تداوم می‌بخشد که زنان را از قدرت سلب می‌کند. این را می‌توان از طریق استفاده از زبان، در شعار برنامه خلع سلاح و ادغام مجدد سازمان ملل متحد (DDR) مشاهده کردِ شعار: «یک مرد، روی سلاح» (انگلیسی: One man, on weapon).
ارجاع مسائل جنسیتی باید در همه حوزه‌های سیاستی یافت شود. لومباردو با اشاره به دانشمند علوم سیاسی، رهبر فمینیست و نویسنده روناک جهان می‌گوید: «باید شواهدی وجود داشته باشد که نشان دهد دستور کار جریان‌سازی سیاسی با بازاندیشی و بیان مجدد اهداف و ابزارها از منظر جنسیتی تغییر جهت داده است. همان‌طور که پلتفرم اقدام پکن بیان می‌کند، «مشارکت برابر زنان در زندگی سیاسی نقشی اساسی در روند کلی پیشرفت زنان ایفا می‌کند.»
علاوه بر این، طبق پلتفرم اقدام پکن «[بدون] مشارکت فعال زنان و ادغام دیدگاه زنان در تمام سطوح تصمیم‌گیری، اهداف برابری، توسعه و صلح قابل دستیابی نیست.» بنابراین، لومباردو مدعی است که زنان و مردان باید به‌طور مساوی در هر نهاد تصمیم‌گیری حضور داشته باشند. چارلزورث موافق معتقد است که هر تلاشی باید برای گسترش مشارکت زنان در تمام سطوح تصمیم‌گیری صورت گیرد.

### ایجاد صلح پس از جنگ (PCPB)
حوزه ای از سیاست و تصمیم‌گیری که از جریان‌سازی جنسیتی سود می‌برد، ایجاد صلح پس از جنگ است که با عنوان (PCPB (Post-conflict peace-building نیز شناخته می‌شود. تحقیقات فمینیستی مختلف به این نتیجه رسیده است که مردان و زنان درگیری‌های خشونت‌آمیز را متفاوت تجربه می‌کنند و علاوه بر این، سیاست‌های کنونی پیرامون PCPB برای پرداختن به موقعیت نامطلوب زنان در ساختارهای قدرت تحت سلطه مردان که با تلاش‌های صلح‌آمیز هر دو، بیشتر تقویت می‌شوند، کافی نیستند. و جوامع بین‌المللی جریان‌سازی جنسیتی در PCPB بر اهمیت ملاحظات جنسیتی در مورد مسائل خاصی که به‌طور نامتناسبی بر زنان در محیط‌های پس از جنگ تأثیر می‌گذارد تأکید می‌کند. این بدان معناست که در میان سایر مسائلی که (در درجه اول) زنان در طول درگیری با آن مواجه می‌شوند، یکی از موارد متعدد، خشونت جنسی در زمان جنگ است که بر زنان انجام می‌شود. تمرکز اصلی تلاش برای جریان‌سازی جنسیتی در سیاست‌های صلح‌سازی پس از جنگ، کاهش تمایل جامعه بین‌المللی به بازگشت به حالت عادی برای منطقه پس از جنگ است. بسیاری از تحقیقات فمینیستی نشان داده‌اند که بازگشت به حالت عادی برای زنانی که تحت فشار سیستم‌های مردسالارانه‌ای بودند که قبل از شروع درگیری وجود داشت، آسایش کمی دارد. همان‌طور که هاندراهان اشاره می‌کند، جامعه بین‌المللی درگیر در بسیاری از PCPB «سطوح بالای خشونت علیه زنان را در جوامع تحمل می‌کند.» سیاستی که جنسیت را در برنامه‌ها و اهداف خود اولویت‌بندی می‌کند، به‌دنبال ایجاد جامعه‌ای است که زنان در آن وضعیت بهتری نسبت به قبل از شروع درگیری داشته باشند.

### تغییر در فرهنگ نهادی
جریان‌سازی جنسیتی را می‌توان به‌عنوان یک فرایند تغییر سازمانی در نظر گرفت. جریان‌سازی جنسیتی باید از طریق گام‌ها، مکانیسم‌ها و فرآیندهای مشخص در تمام بخش‌های سازمان نهادینه شود. به گفته لومباردو، این تغییر شامل سه جنبه است: فرایند سیاست، مکانیسم‌های سیاست و بازیگران سیاست. او چنین توضیح می‌دهد

1. تغییر در فرایند سیاست به این معنی است که فرایند «بازسازمان می‌شود تا بازیگران عادی بدانند چگونه دیدگاه جنسیتی را در خود جای دهند»، یا این‌که تخصص جنسیتی «به‌عنوان یک نیاز عادی برای سیاست‌گذاران» گنجانده شود (شورای اروپا ۱۹۹۸، ۱۶۵).
2. تغییر در مکانیسم سیاست شامل (الف) اتخاذ همکاری موازی در مورد مسائل جنسیتی در همه حوزه‌ها، سطوح و بخش‌های سیاست‌گذاری است. و ب) استفاده از ابزارها و تکنیک‌های مناسب سیاستی برای ادغام متغیر جنسیت در همه سیاست‌ها و نظارت و ارزیابی همه سیاست‌ها از منظر جنسیتی.
3. گستره بازیگران سیاستی که در فرایند سیاست‌گذاری مشارکت دارند؛ به غیر از سیاستگذاران و کارمندان دولت، کارشناسان جنسیت و جامعه مدنی.

## فرایند بودجه‌بندی جنسیتی
بودجه‌بندی جنسیتی شامل فعالیت‌ها و ابتکاراتی با هدف تهیه بودجه یا تجزیه و تحلیل سیاست‌ها و بودجه‌ها از منظر جنسیتی است. همچنین می‌توان از آن به‌عنوان بودجه‌بندی حساس به جنسیت یا بودجه‌بندی پاسخگو به جنسیت یاد کرد. هدف بودجه‌بندی جنسیتی ایجاد بودجه‌های جداگانه برای زنان، یا فقط افزایش هزینه‌ها برای برنامه‌های زنان نیست. بیشتر به پرداختن به نگرانی‌های مربوط به نابرابری جنسیتی بودجه می‌پردازد، برای مثال، چگونه سلسله‌مراتب جنسیتی و کار بدون دستمزد یا کم‌دستمزد مبتنی بر جنسیت بر بودجه‌ها تأثیر می‌گذارد.